# Convergência linguística
Convergência linguística é um tipo de mudança linguística em que as línguas se assemelham estruturalmente umas às outras em resultado do contato linguístico prolongado e da interferência mútua, independentemente dessas línguas pertencerem à mesma família linguística, ou seja, derivam de uma protolíngua genealógica comum. Em contraste com outras mudanças linguísticas induzidas pelo contato, como a crioulização ou a formação de línguas mistas, a convergência refere-se a um processo mútuo que surge de mudanças em todas as línguas envolvidas. O termo refere-se a mudanças nos padrões linguísticos sistemáticos das línguas em contato (fonologia, prosódia, sintaxe, morfologia) ao invés de alterações de itens lexicais individuais.

## Contextos
A convergência linguística ocorre em áreas geográficas com duas ou mais línguas em contato, resultando em grupos de línguas com características linguísticas semelhantes que não foram herdadas da protolíngua de cada língua. Esses grupos geográficos e linguísticos são chamados de áreas linguísticas, ou áreas linguísticas (sprachbund). As características linguísticas compartilhadas pelas línguas em uma área linguística como resultado da convergência linguística são chamadas de características de área. Em situações com muitas línguas em contato e uma variedade de traços de área, os linguistas podem usar o termo convergência linguística para indicar a impossibilidade de localizar uma fonte singular para cada traço de área. No entanto, como a classificação das áreas linguísticas e a convergência linguística dependem de características de área compartilhadas, os linguistas devem diferenciar entre características de área resultantes da convergência e mudanças motivadas internamente, resultando em semelhanças casuais entre as línguas.

## Mecanismos
A convergência linguística ocorre principalmente através da difusão, a propagação de uma característica de uma língua para outra. As causas da convergência linguística são altamente dependentes das especificidades do contato entre as línguas envolvidas. Frequentemente, a convergência é motivada por troca de código bilíngue (ou alternância de código). Buscando plena capacidade expressiva em ambas as línguas, os falantes bilíngues identificam paralelos preexistentes entre as línguas e usam essas estruturas para expressar significados semelhantes, eventualmente levando à convergência ou aumentando a frequência dos padrões semelhantes. Fatores sociolinguísticos também podem influenciar os efeitos da convergência linguística, pois as fronteiras étnicas podem funcionar como barreiras à convergência linguística. As fronteiras étnicas podem auxiliar a explicar áreas em que as previsões dos linguistas sobre a convergência linguística não ocorrem conforme realidade, como áreas com alto contato interétnico, mas baixos níveis de convergência.

## Resultados
A convergência linguística geralmente surge no aumento da frequência de padrões preexistentes em uma língua; se um recurso está presente em dois idiomas em contato, a convergência resulta em maior uso e similaridade interlinguística do recurso paralelo. Como as situações de contato que levam à convergência linguística carecem de substratos e superstratos definidos, os resultados da convergência, por vezes, se assemelham a estruturas encontradas em todas as línguas envolvidas sem replicar perfeitamente nenhum padrão. A convergência linguística é mais aparente na fonética, com os sistemas fonológicos das línguas em contato gradualmente se assemelhando. Em certos casos, os resultados da convergência fonológica podem ser limitados a alguns fonemas, enquanto em outras áreas linguísticas a convergência fonológica pode resultar em mudanças generalizadas que afetam todo o sistema fonológico, como o desenvolvimento de distinções fonêmicas de tons. Em contraste com os efeitos limitados do empréstimo lexical, a convergência fonética, sintática ou morfológica pode ter consequências maiores, pois os padrões convergentes podem influenciar um sistema inteiro em vez de apenas um punhado de itens lexicais.

## Dificuldades
Ao estudar a convergência, os linguistas tomam o cuidado de diferenciar entre características herdadas da protolíngua de uma língua, mudanças motivadas internamente e difusão de uma fonte externa; a fim de defender a convergência linguística, os linguistas buscam defender tanto uma fonte externa quanto o mecanismo que precipitaram a mudança. Os efeitos mais drásticos da convergência linguística, como a convergência sintática significativa e as línguas mistas, levam alguns linguistas a questionar a validade dos métodos linguísticos históricos tradicionais. Por conta desses efeitos de longo alcance, outros linguistas hesitam em aceitar explicações de convergência para características semelhantes e argumentam que muitas vezes outra explicação representa melhor as mudanças que poderiam ser atribuídas à convergência da linguagem.

## Exemplos
- Balcãs Sprachbund: O contato entre 800 d.C. e 1700 d.C. levou a mudanças na fonologia, morfologia, sintaxe e léxico do albanês, búlgaro, romeno e grego. O Sprachbund dos Balcãs é um caso extremo de convergência linguística.[5]
- Arnhem Land, Austrália: Convergência morfossintática e difusão lexical massiva nas línguas Yuulgnu Ritharngnu, Dhayʔyi e outras e nas línguas “Prefixing” Ngandi, Nunggubuyu e outras, embora longos períodos de separação ajudaram a preservar os limites da linguagem.[5]
- Espanhol e Quechua: convergência fonológica do /ʎ/ palatal em espanhol e quechua. As variantes do norte do espanhol equatoriano e do quíchua incluem o inovador [ʒ], enquanto as variantes do sul de ambas as línguas mantêm a pronúncia [ʎ].[7]
- Chinês, tailandês e vietnamita: formam uma área linguística baseada na característica real das distinções de tons fonêmicos.[1]
- Línguas indo-arianas e dravidianas: Inclui o recurso areal compartilhado de consoantes retroflexas.[1]
- Ojíbua, Cris, francês e inglês: convergência fonológica de consoantes das séries c e s.[9]
- Padrão Médio Europeu (SAE): a convergência de várias línguas europeias, tanto indo-europeias como não relacionadas.